# Patric Curwen
Patric Curwen (14 de dezembro de 1884 – 31 de maio de 1949) foi um ator britânico de teatro e cinema.

## Filmografia selecionada
- The Ringer (1931)
- Loyalties (1933)
- Department Store (1935)
- Return to Yesterday (1940)
- The Man in Grey (1943)
- The Lamp Still Burns (1943)
- Strawberry Roan (1944)
- Don't Take It to Heart (1944)
- Give Me the Stars (1945)
- The Echo Murders (1945)
- They Knew Mr. Knight (1946)